# Френска общност в Белгия
Френската общност в Белгия (на френски: Communauté française de Belgique; на нидерландски: Franse Gemeenschap van België) е една от трите официални общности в Белгия, наред с Фламандската и Немскоезичната. Общностите в Белгия са институции, а не групи от хора или териториални единици. Те имат собствен парламент, правителство и администрация.